# Secular Talk
Secular Talk, conosciuto anche come The Kyle Kulinski Show, è uno show americano progressista che viene trasmesso tramite radio e online. Lo show è presentato dal commentatore e opinionista politico Kyle Kulinski, cofondatore dei Justice Democrats. Il commentario e l'analisi politica di questo talk show è prettamente centrato su argomenti d'attualità e politica americana dalla personale prospettiva di Kulinski, a volte aggressiva, a volte sarcastica o parodica, se non macchiettistica, da cui il pubblico trae profondo interesse grazie anche alla capacità del presentatore d'inframezzare il serio col faceto senza perdere mai la puntualità e liturgia del pundit.
Lo show è stato lanciato nel 2008 come una fonte di notizie indipendente, ma venne aggiunta al The Young Turks Network nel 2014.
Da aprile 2016, è il quinto canale di informazione e politica per visualizzazioni negli Stati Uniti, classificandosi appena dietro il canale ufficiale della casa bianca.

## Format e contenuto
Con il suo primo video caricato il 21 aprile 2008 su Youtube, Secular Talk presenta Kyle in uno studio mentre parla di eventi politici recenti spesso criticando l'establishment del Partito Democratico e Repubblicano. 
Include spesso video di una trasmissione o da internet prima di dare la propria opinione al riguardo.

## Presentatore

### Kyle Kulinski
Kyle Kulinsky è nato il 31 gennaio 1988 in Westchester County, New York da parenti di origini italiane e polacche. Fu cresciuto cattolico, ed era familiare con la Confraternity of Christian Doctrine (CCD). Durante la scuola superiore, iniziò ad interessarsi di politica e religione.

## Citazioni
1. ↑   Katie Yoder, Lib Radio Host: ‘God Performs Abortions’, su NewsBusters, 6 maggio 2014. URL consultato il 2 settembre 2015.
2. ↑   tytnetwork.com,  https://www.tytnetwork.com/shows/.
3. ↑   newmediarockstars.com,  http://newmediarockstars.com/2015/05/want-to-be-youtube-famous-the-young-turks-want-to-teach-you-how/.
4. ↑   mediaite.com,  http://www.mediaite.com/online/cenk-uygur-claims-cnn-worried-about-the-young-turks-ratings-success/.
5. ↑   hpd.de,  http://hpd.de/artikel/progressiver-saekularismus-kyle-kulinski-13144.
6. ↑   Copia archiviata, su seculartalkradio.com. URL consultato l'8 dicembre 2016 (archiviato dall'url originale il 20 dicembre 2017).